# Jacques Souriau
Jacques Souriau est un illustrateur et dessinateur de bande dessinée, né le 3 octobre 1886 à Vendôme, et mort le 30 avril 1957 à Paris. 
Il a notamment beaucoup travaillé pour les publications Lisette et Pierrot. Dans le registre de la bande dessinée d'aventure réaliste, Jacques Souriau est l'auteur d'une production importante qui a peu franchi les limites de ses supports de publication initiaux, revues ou récits complets. Sa production est appréciée des amateurs pour « une finesse et une élégance dans le trait », pour sa façon de gérer l'équilibre du blanc et du noir dans la composition de ses planches et pour la personnalité qu'il sait conférer à ses personnages, notamment féminins. Son dessin est très souvent desservi par un format de publication trop petit ou par une mise en couleurs écrasante.

## Biographie
Jacques Adolphe Souriau est le fils de Paul Souriau, professeur de philosophie réputé pour ses travaux sur l’esthétique, qui devient doyen de la faculté des lettres de Nancy en 1919. C’est d’ailleurs à Nancy que Jacques Souriau suit les cours des Beaux-Arts parallèlement à ceux de la faculté de droit. Il se marie une première fois en 1914 avec Véronica Dell. Mobilisé durant la Première Guerre mondiale, il entame une véritable carrière de dessinateur au retour du conflit  pour subvenir aux besoins de sa famille.
Il fait ses débuts auprès d’éditeurs de livres scolaires : Masson, Delagrave, Armand Colin, tout en participant à des journaux divertissants ou satiriques : Le Bonnet rouge, Fantasio, Les Hommes du jour, Le Rire, La Vie parisienne. À la fin des années 1930, il entame une collaboration durable et prolifique avec les éditions Montsouris qui se poursuit jusqu’en 1953. Il illustre pour ce groupe de presse de nombreux romans et nouvelles dans les revues Lisette et Pierrot ainsi que dans les collections dérivées, comme la collection Printemps, la collection Pierrot et la collection Lisette. À partir de 1937, année de son second mariage avec Sylvia Bratenberg, il collabore également aux publications de Paul Winkler Robinson et Hop-là !. Là encore il produit des illustrations, notamment celles des romans de Tarzan d’Edgar Rice Burroughs qui seront reprises après-guerre dans les ouvrages de la maison Hachette. Mais il y réalise aussi ses premières bandes dessinées : Jean Bolide (de mars 1938 à octobre 1938 dans Robinson) et Le justicier des mers (de décembre 1938 à octobre 1939 dans Hop-là !).  
Aussi, rendu à la vie civile en 1942 après une période de captivité, Jacques Souriau se consacre-t-il désormais majoritairement à la bande dessinée, sans abandonner pour autant son activité d’illustrateur. Louis Cance recense seize récits complets « originaux » (d’autres ayant fait l’objet d’une prépublication en revue) parus entre 1942 et 1947 chez différents éditeurs à la durée de vie éphémère, auxquels il faut en ajouter neuf, publiés par les Éditions mondiales de Cino Del Duca. Celles-ci font aussi paraître des bandes, dessinées par Jacques Souriau sur des scénarios de différents auteurs qui ne sont pas toujours crédités, dans les hebdomadaires Tarzan, Hurrah ! et l’Intrépide : Fléchauvent reporter (de septembre 1946 à septembre 1947 dans Tarzan), Robin des Bois (de septembre 1947 à mars 1949, puis de mars à août 1953 dans Tarzan, et enfin d’octobre 1953 à juillet 1957 dans Hurrah !), Alain Météor (de juin à novembre 1951 dans Tarzan sur scénario de Maurice Limat) et Handjar le justicier (de février 1952 à janvier 1955 dans L’intrépide sur scénario d’Yves Dermèze). Pour Vaillant, Jacques Souriau dessine, outre quelques illustrations et courtes bandes dessinées, six épisodes de Jean et Jeannette parus d’avril 1950 à janvier 1955. 
Sa collaboration à Vaillant est volontairement arrêtée à l’approche de ses 70 ans, celle aux revues des Éditions mondiales est interrompue par la mort du dessinateur, qui survient le 30 avril 1957.

## Publications

### Bande dessinée
- Jean Bolide, dans Robinson, 1938. La première bande dessinée de Souriau est une reprise, dans une version très différente, de la bande dessinée  d'aviation américaine Tailspin Tommy créée par Hal Forrest en 1928.
- Le justicier des mers, dans Hop-là !, 1938-1939, 46 pl.
- La rivière étincelante, scénario de Jean Joseph-Renaud, éd. Sépia, 1942, collection Les Cahiers d'Ulysse, 16 pl. Le premier récit complet de Souriau. Reprise dans Hop !, n°30, 1982.
- Le dernier empereur khmer, éd. Daubin-Sépia, 1944, collection Film jeunesse, n°52, 16 pl. Reprise en 2 vol. Lucien Dejoie, 1947, collection Bison, n°3 et 4.
- Fléchauvent reporter, dans Tarzan 1re série, 1946-1947, 53 pl. Fléchauvent est un jeune reporter de 17 ans, très ambitieux, qui vit des aventures invraisemblables aux quatre coins du monde. Reprise en 6 vol. de récits complets, Éditions mondiales, 1948, collection Les aventures illustrées, n°16, 19, 20, 21, 32, 33.
- Le retour de Robin des Bois, dans Tarzan, 1re série, 1947-1949, 72 pl. Souriau donne vie à un Robin des Bois « canonique ».
- Jean et Jeannette dans Vaillant, scénario de Jean Ollivier et Roger Lécureux, 1950-1955, 210 pl.. Les deux héros de ce récit mélodramatique, jetés sur les routes de France lors de l'Exode de 1940, vivent aussi des aventures en Espagne, en Italie et jusqu'en Afrique et en Inde.
- Alain Météor, dans Tarzan, 1re série, scénario de Maurice Limat, 1951, 21 pl. Alain Météor est un space opera dont l'action se déroule en 2027, après qu'une catastrophe écologique a ravagé la Terre. Reprise en un album, éd. Apex, 1997, collection Bédéphilia.
- Handjar le justicier dans L'Intrépide, scénario de Yves Dermèze, 1952-1956, 152 pl. Aventures maritimes du rajah Handjar qui devient corsaire malgré lui puis retourne dans son royaume affronter un usurpateur. Reprise dans le petit format Bambino, 1957.
- Robin des Bois dans Tarzan, 2e série, scénario Renaud Fontenay, 1953-1957, 357 pl. Dans cette nouvelle version, très différente de la précédente, Robin est un adolescent qui cherche à venger son père, le comte de Locksley. La série, interrompue par la mort de Souriau, est poursuivie par Mouminoux.
- Tom Tempest dans Red Canyon, 1954-1955, 32 pl. Pour Artima, Souriau assure un épisode de la série western créée par les frères Giordan.